# یتریخوویتسه
یتریخوویتسه (به چکی: Jetřichovice) یک منطقهٔ مسکونی در جمهوری چک است که در ناحیه دیتشین واقع شده‌است. یتریخوویتسه ۴۴٫۲۱ کیلومتر مربع مساحت و ۳۸۵ نفر جمعیت دارد و ۲۳۴ متر بالاتر از سطح دریا واقع شده‌است.